# Stazione di Higashi-Sano
La stazione di Higashi-Sano (東佐野駅?, Higashi-Sano-eki) è una stazione ferroviaria della città di Izumisano, nella prefettura di Osaka in Giappone. La stazione è gestita dalla JR West e serve la linea Hanwa.

## Linee
JR West
■ Linea Hanwa

## Struttura
La stazione è costituita da due marciapiedi laterali con 2 binari in superficie.
| 1 | ■ Linea Hanwa | per Kumatori, Kansai Aeroporto e Wakayama |
| 2 | ■ Linea Hanwa | per Ōtori, Tennōji e Osaka                |

## Stazioni adiacenti
| ≪                                 | Servizio                | ≫           |
| Linea Hanwa                       | Linea Hanwa             | Linea Hanwa |
| --------------------------------- | ----------------------- | ----------- |
| Izumi-Hashimoto                   | Locale Rapido regionale | Kumatori    |
| Tutti gli altri treni non fermano |                         |             |